# Slag bij Elchingen
De Slag bij Elchingen in Zuid-Duitsland, uitgevochten op 14 oktober 1805, leidde tot een nederlaag van een Oostenrijks legerkorps onder leiding van Johann Sigismund Riesch tegen Franse troepen onder Michel Ney. Deze nederlaag leidde ertoe dat een groot deel van het Oostenrijkse leger werd aangevallen bij Ulm door het leger van keizer Napoleon I van Frankrijk. Een ander deel van het Oostenrijkse leger vluchtte oostwaarts. Al snel gaven de Oostenrijkers die gevangen zaten in Ulm zich over. De Fransen veegden de meeste van de overgebleven Oostenrijkse troepen op, waarna de Ulm campagne tot een einde kwam.

## Oorzaken
Eind september en begin oktober 1805 voerde Napoleon een grote insluitingsmanoeuvre uit rondom een Oostenrijkse leger in Beieren van 30,000 man dat werd geleid door Karel Mack von Leiberich. Terwijl het Oostenrijkse leger kamp had opgeslagen nabij Ulm, ten zuiden van de Donau, trok het Franse leger op naar het westen aan de noordzijde van de rivier. Vervolgens staken Napoleons troepen de rivier over ten oosten van Ulm. Daarmee sloten zij een mogelijke terugtrekkingsroute voor het Oostenrijkse leger naar Wenen af. Uiteindelijk zag Mack de gevaarlijke situatie in en probeerde hij op 11 oktober onverwachts in noordelijke richting uit te breken. Een enkele Franse divisie, onder leiding van Pierre-Antoine Dupont de l'Étang, blokkeerde zijn eerste poging echter tijdens de slag bij Haslach-Jungingen. Mack, die tijdens deze gevechten gewond raakte, trok zich met zijn troepen terug naar Ulm. Realiserend dat zijn vijand uit zijn val zou kunnen ontsnappen gaf Napoleon aan Ney de opdracht naar de noordelijke oever van de Donau over te steken. Ney's grotere legermacht stuitte bij de oversteekplaats bij Elchingen op het Oostenrijkse legerkorps van Riesch.

## Aanloop
Op 12 oktober verdeelde Mack zijn legermacht in vier korpsen onder Schwarzenberg, Josip Jelačić, Werneck en veldmaarschalk-luitenant Riesch. Tijdens deze dag gaf Mack veel orders, die elkaar soms weer tegenspraken. Uiteindelijk beval hij Jellacic om in zuidelijke richting naar Tyrol op te trekken, Schwarzenberg om Ulm te verdedigen en Werneck om naar Heidenheim op te trekken, gevolgd door de divisie van generaal-majoor Johann Ludwig Alexius von Laudon uit het legerkorps van Riesch. Dit werd gevolgd door een krijgsraad waarin Mack besloot om Riesch langs de Donau te sturen om alle bruggen te vernietigen. Hierdoor trok Riesch op zompige wegen op in de richting van Elchingen, waar hij voorbereidingen trof om de brug te vernietigen.
Op 13 oktober trokken verschillende andere Franse legerkorpsen in westelijke richting op aan de zuidelijke oever van de Donau, in de hoop het leger van Mack ook zuidelijk te omsingelen. Napoleon lijkt zich op dat moment niet bewust van de mogelijkheid dat de Oostenrijkers via de noordelijke oever zouden kunnen ontsnappen. Hij hoorde die dag echter van Ney dat allen de divisie van Dupont en wat cavalerie onder divisie-generaal Jacques Louis François Delaistre de Tilly deze noordelijke oever verdedigden. Nadat Napoleon hoorde dat de Oostenrijkers daadwerkelijk optrokken naar de brug, beval hij Ney en maarschalk Joachim Murat op om de rivier naar de noordelijke oever over te steken, de brug veilig te stellen en de omcirkeling van de Oostenrijkse troepen af te maken. Het dorp en de oversteekplaats over de Donau waren onbewaakt door verwarring in het Franse leger. De verwarring had er kort daarvoor toe geleid dat Murat het dorp juist had laten ontruimen.
De legermacht van Ney kwam door de orders van Napoleon in aanraking met het 8,000 man tellende legerkorps onder Riesch. De Oostenrijkers waren gepositioneerd in het dorp Elchingen en gedeeltelijk aan de zuidelijke oever van de rivier. De brug tussen beide legereenheden was nog deels intact gelaten, zodat de Oostenrijkse troepen aan de zuidelijke oever een mogelijkheid hadden om terug te trekken.

## Gevechten

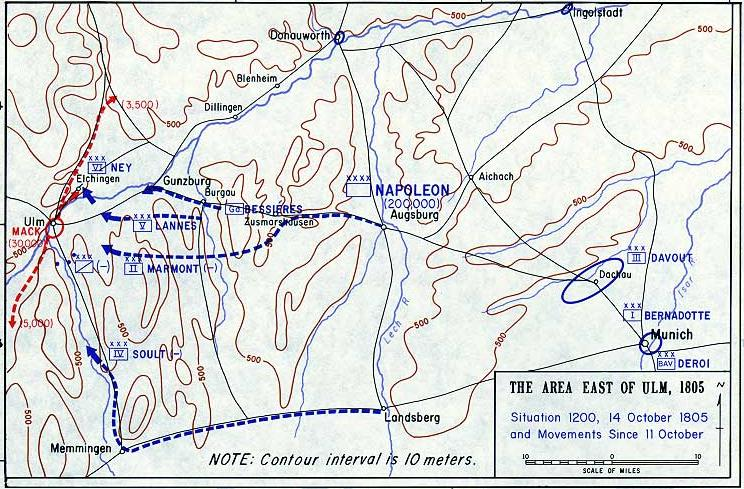
Kaart van de troepenbewegingen op 14 oktober, de dag van de gevechten.

De daadwerkelijke gevechten braken uit rond half negen in de ochtend, toen het Franse 39e linieregiment de Oostenrijkers op de zuidelijke oever onder Laudon aanviel en werd afgehouden. Ney omvleugelde vervolgens deze eerste Oostenrijkse linie en de twee infanterieregimenten die in reserve stonden opgesteld. Het 69e linieregiment viel vanuit de nieuwe positie aan, maar werd ook teruggedrongen. Een Oostenrijkse tegenaanval van de cavalerie haalde echter ook niets uit.
Uiteindelijk lukte het de Fransen de zuidelijke oever te veroveren in een aanval die zij rond 10 uur inzetten. De Oostenrijkers trokken zich terug over de rivier naar de noordelijke oever. Zij bliezen de brug echter niet op, en gaven dus de zuidelijke zijde van de brug in handen van de Fransen. Riesch zelf trok zich terug op de hoogte nabij de dorpen van Ober- en Unter-Elchingen, nabij en in de abdij van Elchingen. Hier had hij de beschikking over 14 infanteriebatallions, 11 cavalerie-eskadrons en 12 stukken artillerie, onder Laudon en generaal-majoor Daniel Mécsery de Tsoor. Het Franse VIe legerkorps onder Ney bestond uit infanteriedivisies onder Dupond, Malher en divisie-generaal Louis Loison. Hij had ook de beschikking over een cavaleriedivisie onder Tilly en 18 stukken artillerie.
Nadat Riesch zijn troepen had teruggetrokken lukte het Dupont en de cavalerie onder Tilly om op te trekken na de noordelijke oever. Ney beval Loison om over de deels ontmantelde brug direct op te trekken naar Riesch's positie. Wanneer de brug volledig onder controle was, zou Murat cavalerie sturen om hem te ondersteunen. Tegelijkertijd zou Malher meer naar het oosten de rivier oversteken, en aan de noordelijke oever naar het westen optrekken.
Het klooster en de hoogten bleken lastig te veroveren, hoewel de Fransen dit in een aantal aanvallen probeerden. De gevechten duurden uiteindelijk meer dan een dag. Het lukte de Franse eenheden om twee Oostenrijkse infanterieregimenten gevangen te nemen en de rest van de Oostenrijkse legermacht richting Ulm terug te dringen.

## Nasleep

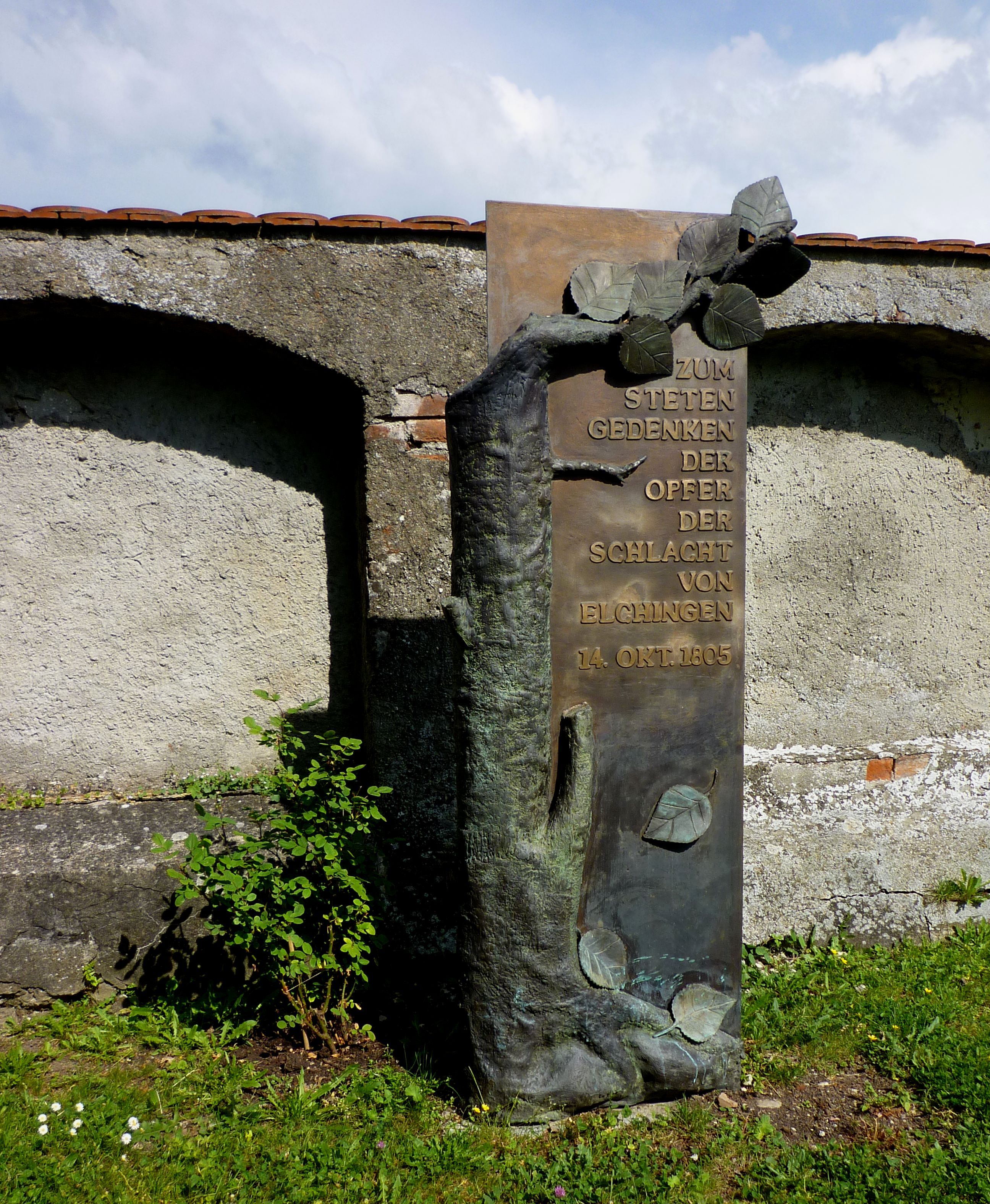
Gedenkteken aan de veldslag

Verder naar het noorden werd het tweede Oostenrijkse legerkorps, geleid door Werneck, aangevallen door de divisie onder leiding van Dupont. De Franse troepen hielden niet lang meer stand toen de legermacht van Ney daar verscheen. Werneck werd gedwongen de aanval te staken en zich in noordelijke richting terug te trekken. De cavalerie onder aartshertog Ferdinand van Oostenrijk-Este voegde zich later bij hem. Zij werden echter op de hielen gezeten door Murat, en werden gedwongen zich over te geven bij Heidenheim op 19 oktober.
De overwinning van de Fransen tijdens de slag bij Ulm op 16-19 oktober eindigde de realistische kansen van het Oostenrijkse leger om te ontsnappen. Twee dagen later lukte het Ney de Oostenrijkse troepen van de Michelsberg te dwingen. Mack kwam tot een wapenstilstand waarin hij overeenkwam zich op 25 oktober over te geven wanneer zij niet werden ontzet. Uiteindelijk gaven zij zich al vijf dagen eerder, op 20 oktober, over. Voor zijn verdiensten tijdens de veldslag verkreeg Ney van Napoleon de titel hertog van Elchingen.